# بيتر كامبر
بيتر كامبر (بالإنجليزية: Peter Cambor)‏ مواليد 28 سبتمبر 1978 في هيوستن، تكساس، الولايات المتحدة، هو ممثل أمريكي بدأ مسيرته الفنية عام 2002.

## روابط خارجية
- بيتر كامبر على موقع IMDb (الإنجليزية)
- بيتر كامبر على موقع ألو سيني (الفرنسية)
- بيتر كامبر على موقع ميوزك برينز (الإنجليزية)
- بيتر كامبر على موقع أول موفي (الإنجليزية)
- بيتر كامبر على موقع قاعدة بيانات الفيلم (الإنجليزية)
- بيتر كامبر على موقع كينوبويسك (الروسية)